# 2025年中央周边工作会议
2025年中央周边工作会议是中华人民共和国的一次政治会议，于2025年4月8日至9日在北京举行。中共中央政治局常委习近平、李强、赵乐际、王沪宁、蔡奇、丁薛祥、李希以及国家副主席韩正出席会议。会议由中共中央总书记习近平主持。
会后发表的声明强调，周边国家是中国发展繁荣的重要基础、维护国家安全的重要阵地、中国总体外交战略的优先领域。

## 背景
在21世纪初，中华人民共和国的外交采取「大国是关键、周边是首要、发展中国家是基础、多边是重要舞台」的策略，而“大國”则是针对对美关系，过去一段时间对美关系是中国外交关系的重点。2025年3月，由于美国总统唐纳德·特朗普咄咄逼人的施压策略，中美贸易战再度爆发，美国对华关税战进一步升级，中国也被迫采取反制措施。2025年3月28日，习近平在北京人民大会堂主持召开国际商界领袖峰会。习近平在北京人民大会堂与多家外资企业高管会面。中国致力于解决因与美国贸易关系恶化而面临的吸引外资挑战。他强调，中国是世界第二大消费市场，拥有全球最大的中等收入群体，致力于高质量发展，拥有强大的产业支撑能力，建立了完善的外商投资监管框架，保持了持久的政治和社会稳定。
另一方面，中共中央政治局常委早在2013年10月举办过同样为期两天的周边外交工作座谈会，而时任美国总统是贝拉克·奥巴马。奥巴马政府早前对亚太提出“亚太再平衡”战略。随着中美关系的恶化，此次活动也由“座谈会”升格为「會議」，以此强调周邊外交的重要性，同时应对中美贸易战。

## 议程
在2025年中央周边工作会议上，习近平总结过去周边工作的成就和经验，科学分析当前形势，明确了今后一个时期周边工作的目标责任、战略部署和工作措施。会议强调，中国幅员辽阔，边界线长，是实现发展繁荣的重要基础，也是确保国家安全的关键要素。
会议指出，当前中国同周边国家关系正处于近代史上最好时期，同时，中国也进入了地区形势与世界格局深度交融的重要时期。会议强调，要与周边国家建立战略互信，构建周边命运共同体；支持地区国家稳定发展方向，有效管控矛盾分歧；加强发展融合，构建牢固的互联互通网络，加强产业链供应链合作；携手维护地区稳定，开展安全执法合作，应对各种风险挑战；扩大交流沟通。新加坡国立大学东亚研究所副所长、高级研究员陈刚分析认为，“周边命运共同体”概念来源于习近平外交思想的重要理念人类命运共同体，而“周边命运共同体”的提出则表明习近平的外交重点从大国关系和一带一路沿线国家转向中国周边国家。
4月9日下午，中华人民共和国国务院总理李强主持召开专家学者和企业家座谈会，研讨当前经济形势，听取他们对当前经济形势和未来经济举措的见解和建议。座谈会上，张斌、李迅雷、沈建光、万敏、郑锦、彭志辉、王钻等先后发言。与会专家指出，尽管外部环境变化带来挑战，但中国经济仍具备诸多优势，韧性强劲，潜力巨大，长期发展前景良好。他们还就应对外部冲击、促进经济长期复苏提出了看法和建议。

## 后续活动
习近平于4月14日至18日对东南亚三国进行访问，是习近平在2025年的首次出访，旨在与美国贸易紧张局势升级的情况下加强与中国一些近邻的关系。其他中共高级官员蔡奇、王毅和王小洪陪同出访。
4月14日，2025年海南自由贸易港全球产业招商大会在海南省海口市举行。国家副主席韩正出席并致辞。韩正强调，中国坚持高水平开放、促进高质量发展，正在加快落实海南自由贸易港基本政策。
4月15日，中国人民政治协商会议全国委员会主席王沪宁在北京会见印尼人民协商会议副主席埃迪·索帕诺。双方均表示愿以两国建交75周年为契机，进一步拓展双边合作。4月13日，习近平与印尼总统普拉博沃·苏比安托互致贺信，庆祝中华人民共和国与印度尼西亚建交75周年。
4月18日，国务院副总理丁薛祥在北京会见俄罗斯能源部长齐维利耶夫，双方就进一步加强中俄能源领域互利合作、持续推进重大项目进行了讨论。